# Douchy (Aisne)
Douchy è un comune francese di 165 abitanti situato nel dipartimento dell'Aisne della regione dell'Alta Francia.

## Storia

### Simboli
Lo stemma è stato adottato il 21 febbraio 2021. La borsa ricorda il patrono san Lorenzo che ricoprì il ruolo di arcidiacono, cioè di responsabile delle attività caritative nella diocesi di Roma; lo scoiattolo è ripreso dal blasone della famiglia De Vinchon di Douchy; il portale è ciò che rimane dell'antica chiesa romanica del XII secolo.

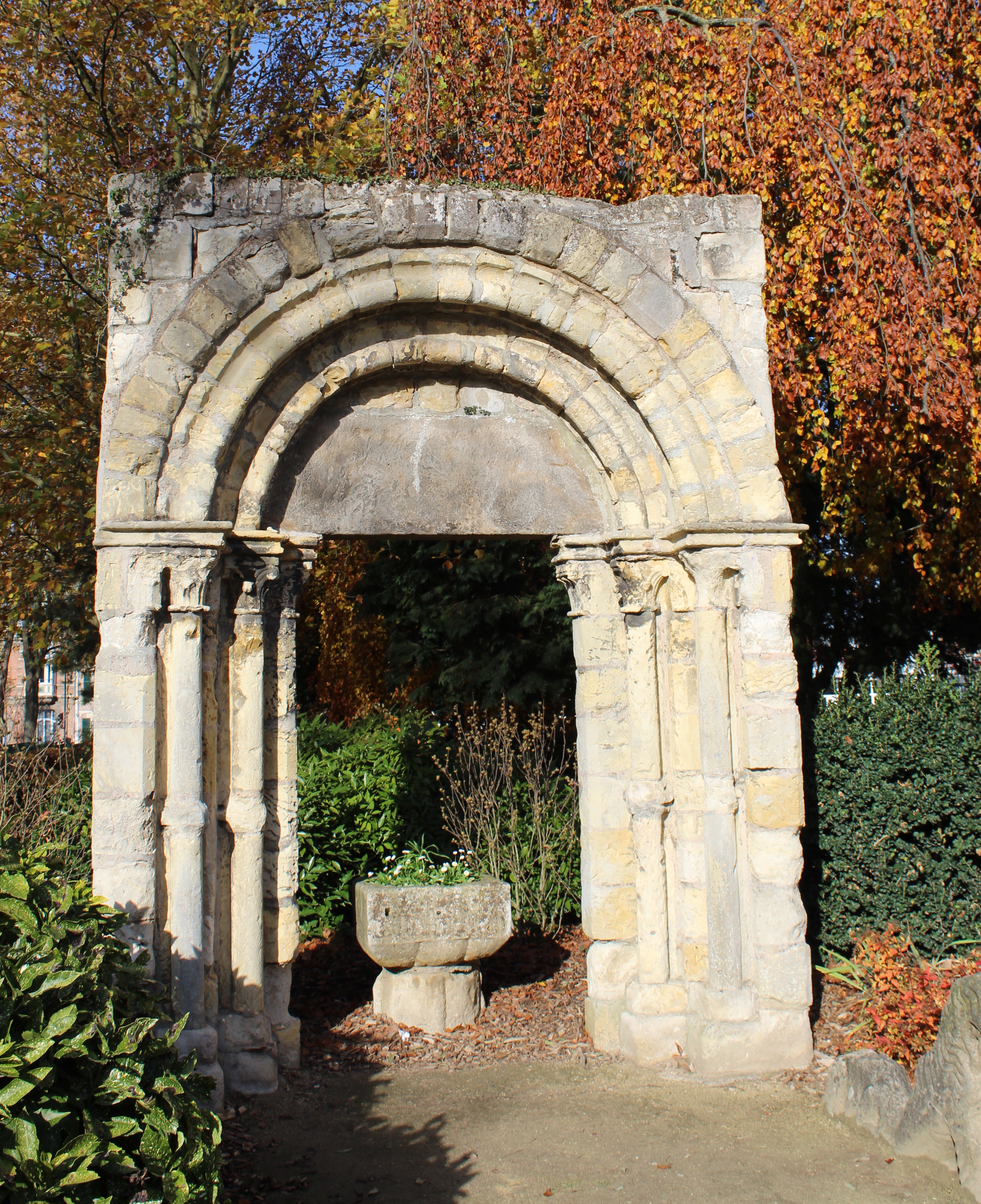
Portale dell'antica chiesa

## Monumenti e luoghi d'interesse
- Chiesa di San Lorenzo
- Maniero di Douchy, con la corte e la torre colombaia; all'ingresso del maniero è presente una targa in ricordo delle vittime di guerra del 1944
- Monumento ai caduti
- Calvario
- Antica stazione ferroviaria della linea San Quintino–Ham

## Società

### Evoluzione demografica
Abitanti censiti